# Marius Fabre (entreprise)
Pour les articles homonymes, voir Fabre et Marius Fabre.
Marius Fabre est une entreprise fondée en 1900 à Salon-de-Provence, portant le nom de son fondateur : Marius Fabre. Elle produit du savon de Marseille. "Depuis 2009, la savonnerie Marius Fabre bénéficie du label Entreprise du Patrimoine Vivant, décerné par l'État français. Cette distinction met en valeur les entreprises françaises aux savoir-faire industriels et artisanaux d'excellence qui ont su mêler tradition et modernité, culture et économie".
En septembre 2020 l'entreprise est toujours gérée par la famille Fabre, plus précisément les deux arrière-petites-filles de Marius Fabre. La savonnerie Marius Fabre emploie en 2020, 40 personnes mais a employé jusqu'à 70 personnes dans les années 1930.
La savonnerie Marius Fabre est l'un des derniers fabricants de savon de Marseille installés dans la région marseillaise. En 2011, elle fonde, avec trois autres savonneries (la savonnerie du Fer-à-cheval, le sérail, la savonnerie du Midi), l’Union des Professionnels du Savon de Marseille (UPSM) qui défend un savon de Marseille fait dans la région de Marseille, avec un procédé respectueux de la tradition : une saponification en chaudrons et uniquement avec des huiles végétales.
En effet, l’Édit de Colbert depuis 1688 a posé les règles du vrai savon de Marseille. Les matières grasses utilisées dans le véritable savon de Marseille, sont uniquement à base des huiles végétales, d'olives, de coprah, de palme… et les 4 derniers fabricants du « véritable savon de Marseille » utilisent encore le procédé « marseillais » en 5 étapes et la saponification en chaudrons à ciel ouvert.